# إرلينغ أيدم
إرلينغ أيدم (بالسويدية: Erling Eidem) هو أستاذ جامعي وقسيس سويدي، ولد في 23 أبريل 1880 في غوتنبرغ في السويد، وتوفي في 14 أبريل 1972 في Vänersborg ‏ في السويد.